# Peter Fasching (Mediziner)
Peter Fasching (* 1963 in Melk) ist ein österreichischer habilitierter Internist.

## Leben
Peter Fasching promovierte 1987 an der Universität Wien. Nach dreijähriger Tätigkeit als Assistent an der Universitätsklinik Wien wurde Fasching Facharzt für Innere Medizin. 
Er ist Vorstand der 5. Medizinischen Abteilung für Rheumatologie, Stoffwechselerkrankungen und Rehabilitation der Klinik Ottakring. Fasching ist Chefredakteur der Zeitschrift Universum Innere Medizin der österreichischen Gesellschaft für Innere Medizin.
Er bekleidet führende Positionen in der Österreichischen Diabetes Gesellschaft, der Österreichischen Gesellschaft für Geriatrie und der Österreichischen Arbeitsgemeinschaft für klinische Ernährung.
2024 erhielt er das Goldene Ehrenzeichen für Verdienste um das Land Wien.

## Schriften
- mit Thomas Flatz und Rudolf Öhlinger: Qualität im Pflegeheim: ein praxisorientierter Leitfaden zur Einführung interdisziplinären Qualitätsmanagements und Qualitätssicherung in Pflegeinstitutionen. Verlag Österreich, Wien, 1998